# Heilandskirche Dornbirn

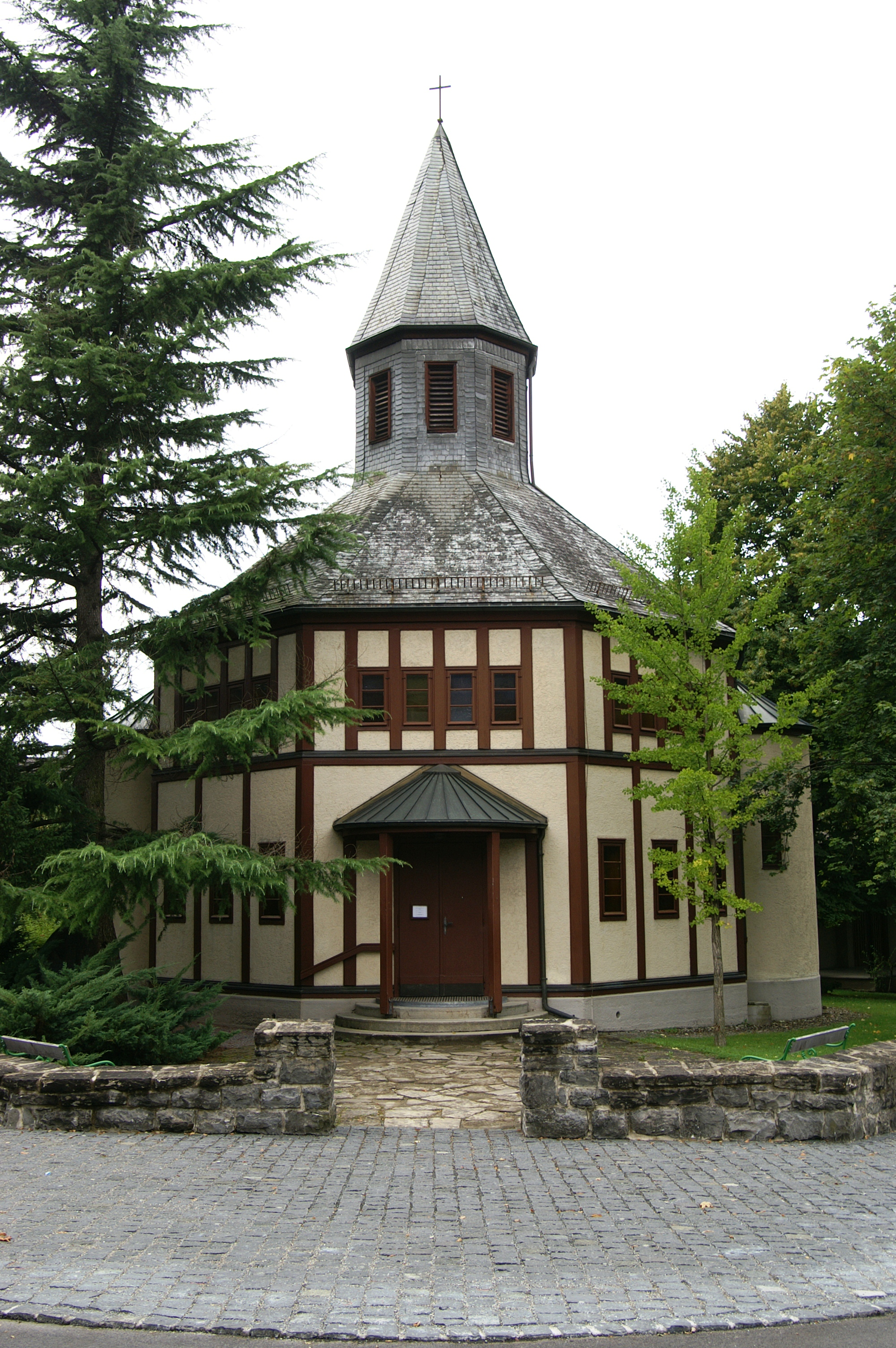
Die Evangelische Kirche in der Rosenstraße

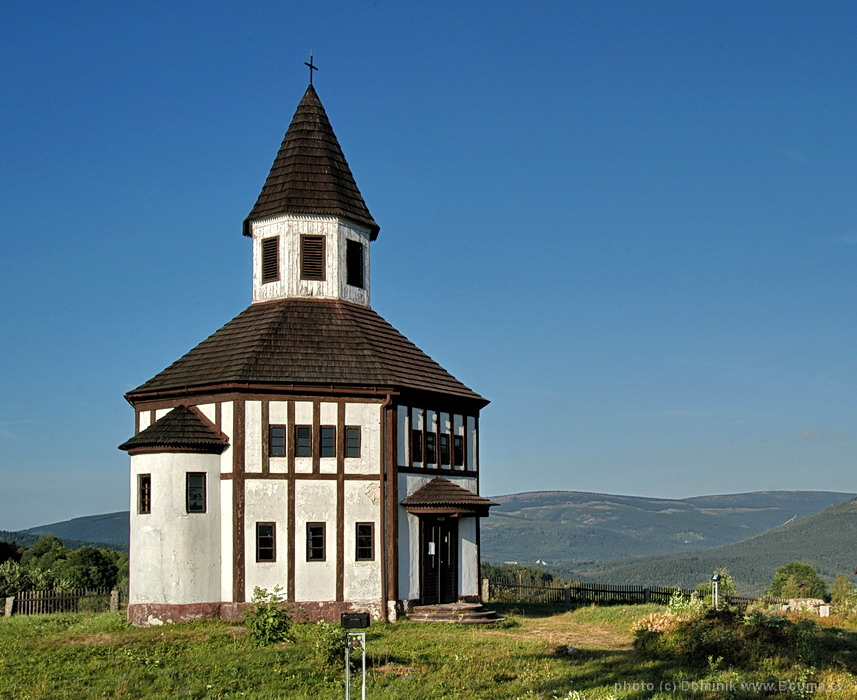
Die baugleiche, 1909 gebaute Kirche in Schenkenhan (Tesařov)

Die Heilandskirche Dornbirn ist ein evangelisch-reformiertes Kirchengebäude im zentralen Ortsteil Markt der österreichischen Stadt Dornbirn.
Gegründet wurde die Vorarlberger Gemeinde mit einer Predigtstelle im Jahre 1907 und im Jahr 1951 zur selbständigen Pfarrgemeinde erhoben.
Der Bau der Dornbirner Heilandskirche geht auf die Initiative des Bregenzer Pfarrers Helmuth Pommer zurück. Die Grundsteinlegung der Kirche erfolgte am 11. Mai 1930, ihre Einweihung am 19. April 1931. Die Pläne des Architekten Otto Bartning erhielt die Gemeinde von der evangelischen Gemeinde in Schenkenhan in Böhmen (heute: Tesařov, Teil der Gemeinde Kořenov), deren baugleiche Bergkirche Schenkenhan 1909, gleichfalls unter Pommer, errichtet worden war. Das einfach gehaltene Gebäude hat einen achteckigen Kirchenraum mit Galerie und ein Zeltdach mit Laterne. Dem Oktogon sind vier halbkreisförmige Vorstellungen beigegeben, ein Vorzeichen beim Eingang, zwei Treppenhäuser und ein Chor mit Nutzung als Sakristei. Die Fenster sind von der Glasmalerei Innsbruck, Tirol. Das Kruzifix schuf Hans Wissel. Der Kirchenbau kostete etwa 85.000 Schilling (heute inflationsbereinigt umgerechnet rund 299.000 Euro).
Alle vier evangelischen Pfarrgemeinden in Vorarlberg gehören zur reformierten Evangelischen Kirche H.B. Zu diesen Pfarrgemeinden gehören jedoch auch Einzelpersonen, die Mitglieder der lutherischen Evangelischen Kirche A.B. sind. In ihrer inneren Verfasstheit sind die Vorarlberger Pfarrgemeinden also gemischt-konfessionell. In Dornbirn gibt es mehr Einzelpersonen, die der Evangelischen Kirche A.B. als der Evangelischen Kirche H.B. angehören. Dies führte in den 1950er Jahren zum so genannten Dornbirn-Streit: Die Pfarrgemeinde Dornbirn sollte der lutherischen Kirche zugeschlagen werden, blieb jedoch weiterhin Teil der reformierten Kirche.
Die Orgel aus dem Jahre 1931 war vom Orgelbau Gebrüder Mayer und wurde im Jahre 2004 durch eine neue zweimanualige Orgel mit zehn Registern von Rieger Orgelbau ersetzt. Im Zuge der Generalsanierung des Kirchengebäudes von 2003 bis 2004 wurden die Kirchenbänke durch eine freie Bestuhlung ersetzt. Die Beleuchtungskörper im Zeltdach sind 2018 durch baugleiche LED-Leuchtkörper ersetzt worden und optisch im Originalzustand (1931).